# Чаттагучі (округ, Джорджія)
Шаблон:StateAbbr_ 32°21′ пн. ш. 84°47′ зх. д. / 32.35° пн. ш. 84.79° зх. д.
Округ  Чаттагучі (англ. Chattahoochee County) — округ (графство) у штаті  Джорджія, США. Ідентифікатор округу 13053.

## Історія
Округ утворений 1854 року.

## Демографія
За даними перепису 
2000 року 
загальне населення округу становило 14882 осіб, зокрема міського населення було 11737, а сільського — 3145.
Серед мешканців округу чоловіків було 9405, а жінок — 5477. В окрузі було 2932 домогосподарства, 2623 родин, які мешкали в 3316 будинках.
Середній розмір родини становив 3,64.
Віковий розподіл населення поданий у таблиці:
| Стать    | До 15 років | 15-21 | 22-29 | 30-39 | 40-49 | 50-65 | 65-85 | Понад 85 |
| -------- | ----------- | ----- | ----- | ----- | ----- | ----- | ----- | -------- |
| Чоловіки | 1893        | 2252  | 2769  | 1621  | 506   | 242   | 120   | 2        |
| Жінки    | 1886        | 628   | 906   | 1193  | 449   | 269   | 139   | 7        |

## Суміжні округи
- Маскогі — північ
- Телбот — північний схід
- Меріон — схід
- Стюарт — південь
- Расселл, Алабама — захід

## Виноски
1. ↑  U.S. Decennial Census. United States Census Bureau. Архів оригіналу за 26 квітня 2015. Процитовано 17 червня 2014.
2. ↑  Historical Census Browser. University of Virginia Library. Архів оригіналу за 11 серпня 2012. Процитовано 19 червня 2014.
3. ↑  Population of Counties by Decennial Census: 1900 to 1990. United States Census Bureau. Архів оригіналу за 2 лютого 2019. Процитовано 19 червня 2014.
4. ↑  Census 2000 PHC-T-4. Ranking Tables for Counties: 1990 and 2000 (PDF). United States Census Bureau. Архів оригіналу (PDF) за 18 грудня 2014. Процитовано 19 червня 2014.
5. ↑  State & County QuickFacts. United States Census Bureau. Архів оригіналу за 8 липня 2011. Процитовано 19 червня 2014. [Архівовано 2011-06-07 у Wayback Machine.](англ.) Наведено за англійською вікіпедією.
6. ↑  American FactFinder. Бюро перепису населення США. Архів оригіналу за 26 лютого 2012. Процитовано 31 січня 2008. [Архівовано 2008-05-21 у Wayback Machine.]

| США | Це незавершена стаття з географії США. Ви можете допомогти проєкту, виправивши або дописавши її. |